# Plectranthias fijiensis
Plectranthias fijiensis is een straalvinnige vissensoort uit de familie van zaag- of zeebaarzen (Serranidae). De wetenschappelijke naam van de soort werd voor het eerst geldig gepubliceerd in 1983 door Raj & Seeto.